# سائوبر سی۱۶
سائوبر سی۱۶ (انگلیسی: Sauber C16) خودرویی فرمول یک بود که تیم سائوبر در فصل ۱۹۹۷ مسابقات فرمول یک با آن رقابت کرد. این خودرو در ابتدا توسط جانی هربرت، که در دومین فصل خود در تیم بود، و نیکولا لارینی هدایت می‌شد. این خودرو در پایان با سائوبر سی۱۷ جایگزین شد.